# Eltérően felosztott francia–magyar jelentésmezők listája
Ezen az oldalon a francia és magyar nyelv közt eltérően felosztott jelentésmezők részleges listája szerepel. 

Tudnivalók:
- Egy sorban egy szó csak egyetlen jelentésével szerepel (a szabadság szót egy sorban csak a ’rabság’ ellentéteként vehetjük fel, ’szünidő’ jelentésében csak egy újabb sorba), máskülönben nehezebbé válik a másik nyelvű megfelelők összevetése.
- Csak olyan szavak szerepelhetnek, amelyek közt egyértelműen körülhatárolható jelentéstani különbség van. Ahol csak stílusban vagy nyelvi rétegben van eltérés, vagy amelyek részben felcserélhetők (pl. idea/view/opinion), azok nem tartoznak ebbe a listába.
- A többjelentésű szavak konkrét jelentését sok esetben meg lehet határozni előtaggal vagy jelzővel (pl. konyhaasztal vagy íróasztal); ez nem akadálya a listában való szereplésüknek.
- Erre a listára csak a poliszémia esetei tartoznak, tehát ahol a jelentések (a mai beszélők számára is érzékelhető módon) összefüggenek. A homonímia esetei (vagyis ahol a szóalakok egybeesése véletlenszerű, pl. fine: ’remek’/’pénzbüntetés’, illetve nem jelez nyelvtől független közös jelentésmezőt, pl. medicine: ’gyógyszer’ / ’orvostudomány’) nem ide tartoznak.
- A különbség néha a megszámlálható-megszámlálhatatlan értelmű használatból adódik, amit pl. az angolban a névelő is tükröz, de a magyarban is megragadható pl. a sebesség szóval: Ennél nagyobb sebességgel itt nem érdemes menni. vs. Az ötből csak két sebessége működik jól.

## Többfelé osztott francia jelentésmező
- barack: pêche (őszibarack) / abricot (sárgabarack)
- barna: marron (tárgyakra általában és szemre) / brun (hajra: sötétbarna) / châtain (gesztenyeszínű, hajra: normál barna)[1][2]
- béka: grenouille (általában) / crapaud (varangy)
- bőr: peau (élő) / cuir (feldolgozott)
- bűn: péché (vallásilag) / vice (erkölcsileg) / crime (jogilag)
- csiga: escargot (éti ~) / limace (meztelen ~)
- dinnye: melon (sárga~) /  pastèque (görög~; melon d’eau néven is)
- egér: souris (sima) / gerbille (ugróegér)
- este: soir (határidőnapló-bejegyzésként) / soirée (tartamként, elvontabban)[3][4]
- év: an (időmennyiség, 12 hónap) / année (a naptári év mint időtartam)[3][4]
- fa: arbre (élő) / bois (faanyag)
- fal: mur (általában) / paroi (közfal) / cloison (válaszfal)
- fiú: garçon (hímnemű gyerek) / fils (ember hímnemű utóda)
- gesztenye: châtaigner (szelídgesztenye, Castanea sativa), marron, marron d’Inde (vadgesztenye, Aesculus hippocastanum; ill. a köznyelvben szelídgesztenye értelemben is[5])
- görény: putois (sima) / furet (vadászgörény)
- hely: endroit (vhol való elhelyezkedés általában) / lieu (elvontabban, ill. tágabban értve) / place (szabad hely)
- hús: chair (élő) / viande (feldolgozott)
- játék: jeu (általában) / jouet (konkrét tárgyként)
- kedvenc: préféré (általában; érzelmi alapon) / favori (főleg tudatosan kijelölve, pl. számítógépen lévő kedvencek; irodalmibb)
- láb: pied (lábfej) / jambe (lábszár)
- látogatás: visite (belépés vhova), séjour (időzés, tartózkodás vhol, vkinél)[6]
- mell: sein (kebel), poitrine (mellkas)
- mogyoró: noisette (a mogyoróbokor, Corylus spp. termése) / cacahuète (földimogyoró v. amerikaimogyoró, az Arachis hypogaea termése)
- nagy: gros (konkrétan) / grand (átvitt és más értelemben, pl. magasságra, korra, jelentőségre)
- nap (időszak): jour (naptárilag) / journée (tartamként)[3][4]
- nehéz: difficile (alkalmazás/megvalósítás terén) / lourd (súlyra)
- nyúl: lièvre (mezei) / lapin (üregi/házi)
- ok: cause (ami kivált valamit) / raison (ami megmagyaráz valamit)
- óra (szerkezet): horloge (általában) / montre (karóra)
- polgár: citoyen (közpolgár, közéletben részt vevő, társadalmi szerepet vállaló személy) / bourgeois (magánpolgár, történelmileg kivívott jogokkal bíró személy)
- rák (állat): crabe (általában) / écrevisse (édesvízi) / tourteau (tarisznya-) / crevette (garnéla-)
- reggel/délelőtt: matin (határidőnapló-bejegyzésként) / matinée (tartamként, elvontabban)[3][4]
- répa: navet (fehérrépa) / carotte (sárgarépa) / betterave (takarmány- v. cukorrépa)
- réz: laiton (sárgaréz: réz-cink ötvözet) / cuivre (vörösréz: ötvözetlen)
- rossz: faux (téves) / mauvais (hátrányos, rosszindulatú)
- sárga: jaune' (citrom-) / orangé (narancs-)
- testvér: frère (fivér) / sœur (nővér)
- tiszta: propre (külsőleg, konkrétan) / pur (belsőleg, átvitt értelemben)
- tó: lac (normál) / étang (kisebb)
- új: neuf (vadonatúj; ellentéte: ’használt’) / nouvel (valaki számára új; ellentéte: ’előző, korábbi’)[7]
- ujj: pouce (hüvelyk-) / doigt (általános) / orteil (lábujj) / manchon (ruhaujj)
- vendég: visite (vki látogatójaként) / invité(e) (rendezvény vendégeként) / client(e) (szállodában)[6]

## Többfelé osztott magyar jelentésmező
- amour: szerelem / szeretet (lásd a lenti külső hivatkozást is)
- frère: öcs / báty
- gâter: elront / elkényeztet
- histoire: történet / történelem
- homme: ember / férfi
- louer: kibérel / bérbe ad
- matin(ée): reggel / délelőtt
- quel: melyik? / hányadik?
- rouge: piros / vörös
- sœur: húg / nővér
- vous: ti / ön / önök / maga / maguk